# 約翰·克洛基達斯
約翰·克洛基達斯（英語：John Krokidas，1973年10月1日—）是一名美國男導演、編劇及製片人，最知名的作品是他的電影處女作《愛殺達令》（2013年）。

## 早期生活
克洛基達斯於1973年10月1日出生於美國麻薩諸塞州的春田市。他有著希臘人、義大利人和猶太人的血統。克洛基達斯就讀於耶魯大學，並在大學中參與表演活動。他以文學士的身分畢業。後來，克洛基達斯就讀紐約大學，學習有關電影製作的內容。

## 事業
就讀紐約大學時，克洛基達斯開始製作《Shame No More》（1999年）及《Slo-Mo》（2001年）等多部短片。畢業後，他與米拉麥克斯影業簽下了為期3年的合約。2013年，克洛基達斯執導、編劇並監製了他的處女作《愛殺達令》。該片由丹尼爾·雷德克里夫主演。《愛殺達令》收穫了普遍影評人的讚譽，《每日電訊報》的羅比·柯林及《綜藝》雜誌的賈斯汀·張（Justin Chang）皆給出了好評。然而，亦有影評人批評該片「過於保守」。《愛殺達令》入圍了日舞影展的評審團大獎。2013年11月，克洛基達斯簽約執導電視劇《黑箱》的其中兩集：《你是誰》（Who Are You）及《異常或死亡》（Exceptional or Dead）。
2014年10月，據《好萊塢報導》報導，克洛基達斯將執導由獅門娛樂發行的電影《奇蹟男孩》（2017年）。該片改編自R·J·帕拉秋所著的同名2012年小說。然而，2015年4月，保羅·金 (導演)取代了克洛基達斯，當上了《奇蹟男孩》的導演。2016年，他執導了電視劇《陰松林》的其中1集《Once Upon a Time in Wayward Pines》。2017年，克洛基達斯執導了《星途》及《美式懸罪》的1集，分別是《Boy Trouble》及《美式懸罪》第3季的第7集。

## 私人生活
克洛基達斯現居紐約市，是一名已出櫃的同性戀者。

## 作品

### 電影
| 年份   | 片名                                        | 導演 | 製片人 | 編劇 | 附註     | 來源  |
| ------ | ------------------------------------------- | ---- | ------ | ---- | -------- | ----- |
| 1998年 | 《Billy Twist》                             |      | 是     |      | 短片     | [ 1 ] |
| 1999年 | 《Shame No More》                           | 是   |        | 是   | 短片     | [ 1 ] |
| 2001年 | 《Slo-Mo》                                  | 是   |        | 是   | 短片     | [ 1 ] |
| 2008年 | 《Anatomy of a Socially Awkward Situation》 |      |        | 是   | 短片     | [ 1 ] |
| 2013年 | 《愛殺達令》                                | 是   | 是     | 是   | 劇情長片 | [ 1 ] |

### 電視劇
| 年份   | 電視劇名稱   | 導演 | 製片人 | 編劇 | 附註                                        | 來源  |
| ------ | ------------ | ---- | ------ | ---- | ------------------------------------------- | ----- |
| 2014年 | 《黑箱》     | 是   |        |      | 單集：《你是誰》、《異常或死亡》            | [ 1 ] |
| 2016年 | 《陰松林》   | 是   |        |      | 單集：《Once Upon a Time in Wayward Pines》 | [ 1 ] |
| 2017年 | 《星途》     | 是   |        |      | 單集：《Boy Trouble》                       | [ 1 ] |
| 2017年 | 《美式懸罪》 | 是   |        |      | 第3季的第7集                                | [ 1 ] |
| 2018年 | 《嘻哈帝国》 | 是   |        |      | 單集：《Pay for Their Presumptions》        | [ 1 ] |
| 2022年 | 《私刑教育》 | 是   |        |      | 單集：《Somewhere Over the Hudson》         | [ 1 ] |

## 榮譽
| 年份   | 獎項                       | 類別         | 獲提名電影   | 結果 | 來源          |
| ------ | -------------------------- | ------------ | ------------ | ---- | ------------- |
| 2013年 | 2013年棕櫚泉國際影展       | 最受矚目導演 | 《愛殺達令》 | 獲獎 | [ 15 ] [ 16 ] |
| 2013年 | 第57屆英國電影協會倫敦影展 | 薩瑟蘭獎     | 《愛殺達令》 | 提名 | [ 17 ] [ 18 ] |

## 外部連結
- 約翰·克洛基達斯在互联网电影资料库（IMDb）上的資料（英文）